# آلبرت وارطانیان
آلبرت وارطانیان (ارمنی: Ալբերտ Հրաչի Վարդանյան؛ زاده ۱۸ مارس ۱۹۵۴) مجسمه‌ساز اهل ارمنستان است.

## زندگی‌نامه
وی در ۱۸ مارس ۱۹۵۴ ‏در لنیناکان در به دنیا آمد و از انستیتو دولتی هنری و نمایشی ایروان (۱۹۷۹) فارغ‌التحصیل گشت.  وی عضو اتحادیه نقاشان ارمنستان می‌باشد. وی همچنین برنده جوایزی همچون نقاش شایسته جمهوری ارمنستان (۲۰۱۳) شد.

## نگارخانه

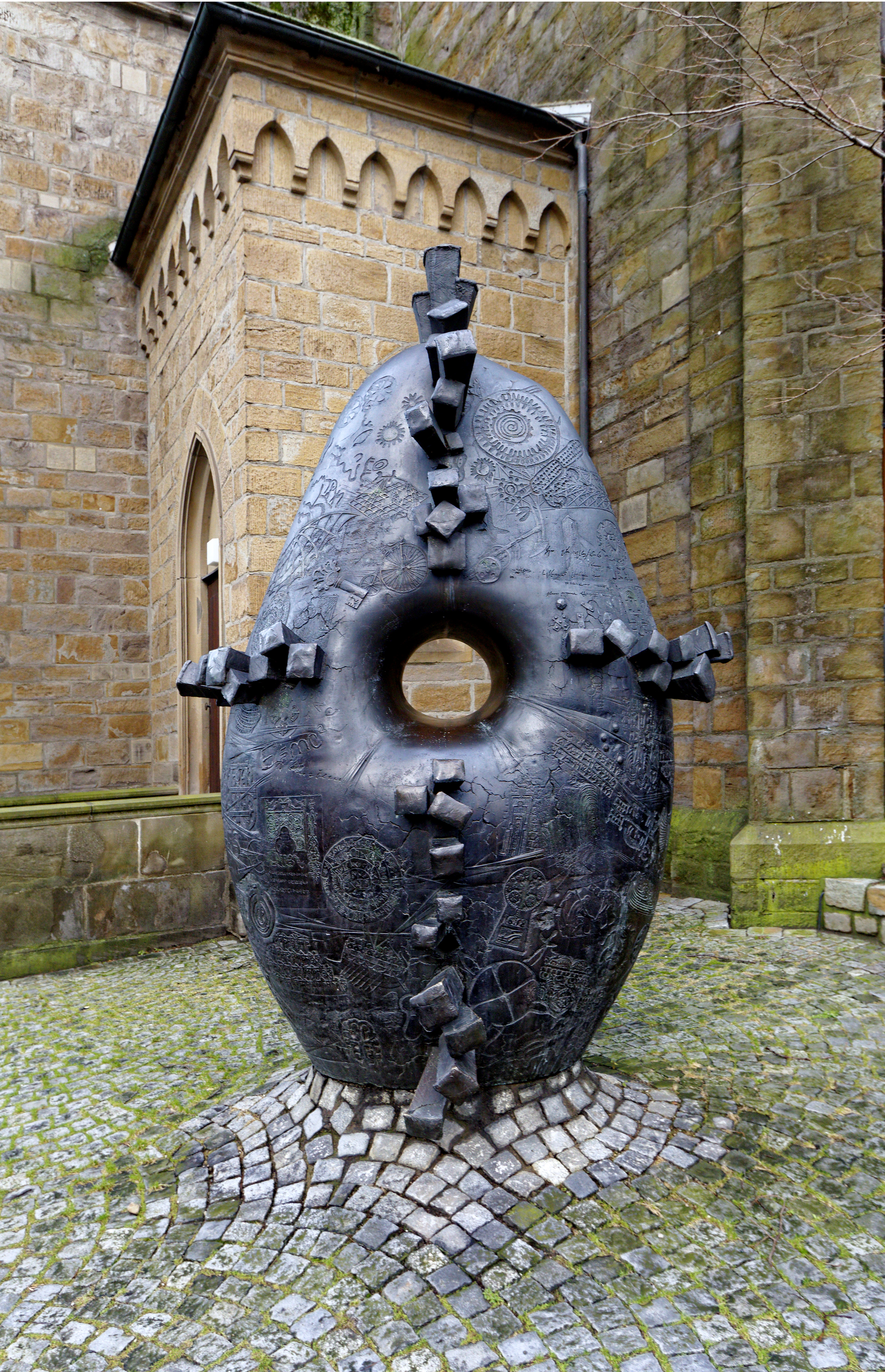